# Landelijke Scoutingwedstrijden
De Landelijke Scoutingwedstrijden (LSW) zijn een jaarlijks scoutingevenement waarin de  beste ploegen van de RSW's (of DSW's) uit heel Nederland het tegen elkaar opnemen. Aan de LSW doen ongeveer 100 ploegen mee, verdeeld over vier subkampen. Tijdens een lang weekend met een centraal thema, komen diverse scoutingtechnieken aan bod zoals: routetechnieken, koken, sport en spel. Terugkerende onderdelen van de LSW zijn onder andere de themapresentaties in de kampvuurkuil, de hike en de overkoepelende opdracht. De LSW worden ieder jaar met Pinksteren gehouden, sinds 1990 bij het Scoutcentrum Buitenzorg in Baarn.

## Geschiedenis van de Landelijke Scoutingwedstrijden
In 1924 organiseerde de toenmalige NPV (Vereniging "De Nederlandsche Padvinders") selectiewedstrijden om te bepalen wie zouden worden afgevaardigd naar de wereldkampioenschappen tijdens de Wereld Jamboree in Denemarken. Deze selectiewedstrijden werden gewonnen door Verkenners uit Bloemendaal, Utrecht en Wageningen. De voorselectie voor de wereldkampioenschappen was goed bevallen, waarop men vanaf 1925 Patrouillewedstrijden ging organiseren. De wedstrijden werden gehouden met Pinksteren op Ada’s Hoeve in Ommen. In de beginjaren waren de klasse-eisen het uitgangspunt van de wedstrijden.
Tegen het eind van de jaren dertig veranderde dat naar een centraal thema waarop alle activiteiten werden gebaseerd. Zo'n thema was eerst een rode draad door de activiteiten heen. Maar tegenwoordig zijn het grote spektakels. Shows met Robin Hood, Indiana Jones of Doortje op zoek naar de tovenaar van Oz, zodat je bijna vergeet dat het om wedstrijden gaat. Tijdens de oorlogsjaren werden geen wedstrijden gehouden, in 1946 werd de draad weer opgepakt. In de loop van de jaren zijn de activiteiten van Scouts veranderd en zijn ook de wedstrijden daarop aangepast.
Doordat ook meisjes aan de wedstrijden deelnamen en alle Nederlandse Scoutingverenigingen samengegaan waren in Scouting Nederland, werd in 1979 de naam van de Landelijke Patrouillewedstrijden veranderd in Landelijke Scoutingwedstrijden. Sinds 1990 zijn de LSW verhuisd van de Gilwell Ada's Hoeve in Ommen naar het centraler in het land gelegen Scoutcentrum Buitenzorg in Baarn. Het organiseren van de Wereld Jamboree in 1995 kostte zoveel tijd en mankracht van Scouting Nederland dat in dat jaar geen LSW konden worden gehouden. In 2015 werd alweer voor de 80e keer de Landelijke Scoutingwedstrijden gehouden.

## Winnaars
| Jaar | Nr. | Locatie | Aantal ploegen | Thema                                                                                   | Winnaars                                                                                   |
| ---- | --- | ------- | -------------- | --------------------------------------------------------------------------------------- | ------------------------------------------------------------------------------------------ |
| 1925 | 01  | Ommen   | 9              |                                                                                         | Vossen, Amersfoort                                                                         |
| 1926 | 02  | Ommen   | 23             |                                                                                         | Vossen, Amersfoort                                                                         |
| 1928 | 03  | Ommen   | 26             |                                                                                         | Meeuwen, De Tank, Bloemendaal                                                              |
| 1929 | 04  | Ommen   | 12             |                                                                                         | Kieviten, Den Haag                                                                         |
| 1931 | 05  | Ommen   | 10             |                                                                                         | Kieviten, Den Haag                                                                         |
| 1933 | 06  | Ommen   | 12             |                                                                                         | Eekhoorns, Arnhem                                                                          |
| 1934 | 07  | Ommen   | 15             |                                                                                         | Kieviten, Jonge Verkenners, Den Haag                                                       |
| 1935 | 08  | Ommen   |                |                                                                                         | Houtduiven, De Euburonen, Maastricht                                                       |
| 1936 | 09  | Ommen   | 14             |                                                                                         | Koekoeken, Den Helder                                                                      |
| 1937 |     |         |                | Wereldjamboree 1937                                                                     |                                                                                            |
| 1938 | 10  | Ommen   | 19             |                                                                                         | Herten, Zwolle                                                                             |
| 1939 | 11  | Ommen   | 21             | Bommen op Ommen                                                                         | Hanenpatrouille, Rotterdam                                                                 |
| 1946 | 12  | Ommen   | 28             |                                                                                         | Springbokken, Twente                                                                       |
| 1947 | 13  | Ommen   | 32             |                                                                                         | Otters, Rotterdam                                                                          |
| 1948 | 14  | Ommen   | 34             |                                                                                         | Otters, Rotterdam                                                                          |
| 1949 | 15  | Ommen   | 37             | Orang Nasaka                                                                            | ......, Zwolle                                                                             |
| 1950 | 16  | Ommen   | 36             | Paxbom                                                                                  | Wolven, Duinoordgroep, Den Haag                                                            |
| 1951 | 17  | Ommen   | 34             | Livingstone                                                                             | Vossen, Delft                                                                              |
| 1952 | 18  | Ommen   | 35             | Ontdekkingsreis met de Fram                                                             | Herten, Prins Willem I, Eindhoven                                                          |
| 1953 | 19  | Ommen   | 33             | Sitting Bull                                                                            | Eekhoorns, Prins Willem I, Eindhoven                                                       |
| 1954 | 20  | Ommen   | 41             |                                                                                         | Eksters, Scouting Impeesa, Amersfoort                                                      |
| 1955 | 21  | Ommen   | 41             |                                                                                         | Sperwers, Goes                                                                             |
| 1956 | 22  | Ommen   | 45             |                                                                                         | Kieviten, Winschoten                                                                       |
| 1957 | 23  | Ommen   | 47             | Deltaplan                                                                               | Sperwers, Amstelveen                                                                       |
| 1958 | 24  | Ommen   | 45             | Trappersfeest                                                                           | Kieviten, Winschoten                                                                       |
| 1959 | 25  | Ommen   | 45             |                                                                                         | Rinocerossen, Bildhoven                                                                    |
| 1960 | 26  | Ommen   | 48             |                                                                                         | Sperwers, Duinzwervers, Haarlem                                                            |
| 1961 | 27  | Ommen   | 47             |                                                                                         | Kieviten, Gorinchem                                                                        |
| 1962 | 28  | Ommen   | 48             | Ridders                                                                                 | Spechten, Scouting van Maasdijk, Oranjewoud                                                |
| 1963 | 29  | Ommen   | 27             | Marco Polo                                                                              | Sperwers, Saenkanters, Zaandam                                                             |
| 1964 | 30  | Ommen   | 19             |                                                                                         | Panters, Utrecht                                                                           |
| 1965 | 31  | Ommen   | 26             |                                                                                         | Spechten, Breda                                                                            |
| 1966 | 32  | Ommen   | 26             | Himalaya-exp.                                                                           | Kemphanen, Zaandijk                                                                        |
| 1967 | 33  | Ommen   | 27             | Feiten tonen                                                                            | Houtduiven, Naerdinclant, Hilversum                                                        |
| 1968 | 34  | Ommen   | 27             | Naar plezieriger vertier (Kaderpatrouillewedstrijd)                                     | Valken, Olivier van Noord, Rotterdam                                                       |
| 1969 | 35  | Ommen   | 26             |                                                                                         | Arenden, Hilversum                                                                         |
| 1970 | 36  | Ommen   | 27             |                                                                                         | Vossen, Delft                                                                              |
| 1971 | 37  | Ommen   | 29             | Holprom                                                                                 | Otters, Eindhoven                                                                          |
| 1972 | 38  | Ommen   |                |                                                                                         |                                                                                            |
| 1973 | 39  | Ommen   |                |                                                                                         |                                                                                            |
| 1974 | 40  | Ommen   |                |                                                                                         |                                                                                            |
| 1975 | 41  | Ommen   |                |                                                                                         | Herten, De Hessengroep (Scouting Lunteren), Lunteren                                       |
| 1976 | 42  | Ommen   |                |                                                                                         | Vlinders, Scoutinggroep Harriet Beecher Stowe, Koog aan de Zaan (eerste meisjespatrouille) |
| 1977 | 43  | Ommen   |                |                                                                                         | Sperwers, Scoutinggroep Johan van der Veecken, Capelle aan den IJssel                      |
| 1978 | 44  | Ommen   |                |                                                                                         | Sperwers, Scoutinggroep Johan van der Veecken, Capelle aan den IJssel                      |
| 1979 | 45  | Ommen   |                | Terug naar de natuur (????)                                                             | Panters, Eindhoven Sperwers, Scoutinggroep Johan van der Veecken, Capelle aan den IJssel   |
| 1980 | 46  | Ommen   |                | Trek in je omtrek                                                                       |                                                                                            |
| 1981 | 47  | Ommen   |                | Beeld-in-beeld uit                                                                      |                                                                                            |
| 1982 | 48  | Ommen   |                | Speel buiten je spel                                                                    |                                                                                            |
| 1983 | 49  | Ommen   |                | Alle hens aan dek                                                                       | De Bootsmannen, Oldenzaal                                                                  |
| 1984 | 50  | Ommen   |                | Ogen op Hellas                                                                          | S.O.S.T.V., Oldenzaal                                                                      |
| 1985 | 51  | Ommen   |                | Iets nieuws gezocht                                                                     |                                                                                            |
| 1986 | 52  | Ommen   |                | Verleg je grens                                                                         | Bevers, Livingstonegroep, Eindhoven                                                        |
| 1987 | 53  | Ommen   |                | Natuurlijk bij de tijd                                                                  |                                                                                            |
| 1988 | 54  | Ommen   |                | Werk aan de wereld HOP (hoogbouw is prachtig) en BOMEN (behoud Ommens milieu en natuur) | Otters, Prins Maurits, Vlaardingen                                                         |
| 1989 | 55  | Ommen   |                | 'n wereldwijd avontuur (Het derde wereld project van SN)                                | Kieviten, Scoutinggroep Dutmella, Son en Breugel                                           |
| 1990 | 56  | Baarn   |                | De trek naar het westen (Nederland overzee)                                             | Kieviten, Scoutinggroep Dutmella, Son en Breugel                                           |
| 1991 | 57  | Baarn   |                | Robin Hood                                                                              | Kieviten, Scoutinggroep Dutmella, Son en Breugel                                           |
| 1992 | 58  | Baarn   |                | Captain Kidd                                                                            | Arenden, Oegstgeest                                                                        |
| 1993 | 59  | Baarn   |                | De Tovenaar van Oz                                                                      | Tijgers, St. Lucasgroep, 's Hertogenbosch                                                  |
| 1994 | 60  | Baarn   | 74             | Paarden of Rails                                                                        | Tijgers, St. Lucasgroep, 's Hertogenbosch                                                  |
| 1995 |     |         |                | Wereldjamboree 1995                                                                     |                                                                                            |
| 1996 | 61  | Baarn   | 82             | Indi en de staf van de tempel                                                           | Leeuwen, St. Lucasgroep, 's Hertogenbosch                                                  |
| 1997 | 62  | Baarn   | 97             | Welkom in Kwirantaria (middeleeuwen)                                                    | Gelriant, Scouting Bennekom, Bennekom                                                      |
| 1998 | 63  | Baarn   | 100            | Paniek in het Trollenhol                                                                | Knotsburgers, Scouting Bennekom, Bennekom                                                  |
| 1999 | 64  | Baarn   | 100            | Scouts go Gallactic (Star Wars)                                                         | De Liftgirls, Maketgroep, Alblasserdam                                                     |
| 2000 | 65  | Baarn   |                | Route 66                                                                                | Leeuwen, Kameleongroep Scouting Vasse e.o., Vasse                                          |
| 2001 | 66  | Baarn   | 116            | Back 2 Basix (Asterix en Obelix)                                                        | Bevers, Maketgroep, Alblasserdam                                                           |
| 2002 | 67  | Baarn   | 118            | Los Tinos (Let's go Latin)                                                              | Bevers, Scoutinggroep Dutmella, Son en Breugel                                             |
| 2003 | 68  | Baarn   | 113            | Baie Dankie (Zuid-Afrika)                                                               | Herten, Scoutinggroep De Woudlopers, Zeist                                                 |
| 2004 | 69  | Baarn   | 94             | Who's talking? (Dr. Who)                                                                | Otters, Cunera St. Marcellinus, Hengelo (o)                                                |
| 2005 | 70  | Baarn   | 101            | Land in zicht! (VOC)                                                                    | Otters, Cunera St. Marcellinus, Hengelo (o)                                                |
| 2006 | 71  | Baarn   | 103            | Spy Academy                                                                             | SPA (Super Pipo Agency), De Geuzen, Alkmaar                                                |
| 2007 | 72  | Baarn   | 100            | Het land van Koning Arthur                                                              | De Arenden, Scouting Titus Brandsma, Someren-Eind                                          |
| 2008 | 73  | Baarn   | 104            | Groeten uit de rimboe                                                                   | Jungle Zisters, Isala groep Sc. Doesburg, Doesburg                                         |
| 2009 | 74  | Baarn   | 103            | Fata Morgana                                                                            | Cobra's, Scouting Titus Brandsma, Someren-Eind                                             |
| 2010 | 75  | Baarn   | 102            | 100 jaar Scouting - Feestje!                                                            | Cobra's, Scouting Titus Brandsma, Someren-Eind                                             |
| 2011 | 76  | Baarn   | 98             | Weerwolven van Wakkerdam                                                                | Onschuldige Meisjes, SWIII/LBP, Apeldoorn                                                  |
| 2012 | 77  | Baarn   | 99             | Game Over                                                                               | De Alligators, Scouting Titus Brandsma, Someren-Eind                                       |
| 2013 | 78  | Baarn   | 97             | Expeditie Prehistorie                                                                   | Dino & Co , Hendrik Hudson Groep, Hengelo (o)                                              |
| 2014 | 79  | Baarn   | 102            | Waterproof                                                                              | Kielhalende kapers, Hendrik Hudson Groep, Hengelo (o)                                      |
| 2015 | 80  | Baarn   | 105            | Expeditie Ghana (De geheimen van Anansi)                                                | Zebra's, Scouting Karel de Stoute, Nijmegen                                                |
| 2016 | 81  | Baarn   | 105            | De Toekomstboom (Scoutopia)                                                             | The three musketeers, Hendrik Hudson Groep, Hengelo (o)                                    |
| 2017 | 82  | Baarn   | 105            | Binnenstebuiten (We can be Heroes)                                                      | Lightning academy, Scouting Franciscusgroep, Leiden                                        |
| 2018 | 83  | Baarn   | 106            | Planet Big Bang                                                                         | de Vliegende Schotels, Hendrik Hudson Groep, Hengelo (o)                                   |
| 2019 | 84  | Baarn   | 107            | Steam Train & Indian Punk 4D                                                            | The Pocascoutas, Pandergroep Scouting Abcoude, Abcoude                                     |
| 2022 | 85  | Baarn   | 101            | I Challenge You                                                                         | Taj MaScouts, Pandergroep Scouting Abcoude, Abcoude                                        |
| 2023 | 86  | Baarn   | 109            | Adventure in the Hidden Valley                                                          | De 7 Sherlock's, Pandergroep Scouting Abcoude, Abcoude                                     |
| 2024 | 87  | Baarn   | 112            | De elementen uit balans                                                                 | De orde van de elementen, Peka18, Utrecht                                                  |
| 2025 | 88  | Baarn   | 112            | Time Scouts to the Future                                                               | WiWaWombieZiZaZombie, Peka18, Utrecht                                                      |

## Winnaars per groep
| Aantal | Scoutinggroep                                               | Jaartal(len)           |
| ------ | ----------------------------------------------------------- | ---------------------- |
| 4      | Hendrik Hudson Groep, Hengelo (o)                           | 2013, 2014, 2016, 2018 |
|        | Scouting Titus Brandsma, Someren-Eind                       | 2007, 2009, 2010, 2012 |
|        | Scoutinggroep Dutmella, Son en Breugel                      | 1989, 1990, 1991, 2002 |
| 3      | Pandergroep Scouting Abcoude, Abcoude                       | 2019, 2022, 2023       |
|        | Scoutinggroep Johan van der Veecken, Capelle aan den IJssel | 1977, 1978, 1979       |
|        | St. Lucasgroep, 's Hertogenbosch                            | 1993, 1994, 1996       |
|        | ???, Rotterdam                                              | 1939, 1947,1948        |
|        | ???, Den Haag                                               | 1929, 1931, 1934       |
| 2      | Scouting Peka18, Utrecht                                    | 2024, 2025             |
|        | Cunera St. Marcellinus, Hengelo (o)                         | 2004, 2005             |
|        | Maketgroep, Alblasserdam                                    | 1999, 2001             |
|        | Scouting Bennekom, Bennekom                                 | 1997, 1998             |
|        | ???, Oldenzaal                                              | 1983, 1984             |
|        | ???, Eindhoven                                              | 1971, 1979             |
|        | ???, Delft                                                  | 1951, 1970             |
|        | ???, Hilversem                                              | 1967, 1969             |
|        | ???, Windschoten                                            | 1956, 1958             |
|        | Prins Willem I, Eindhoven                                   | 1952, 1953             |
|        | ???, Zwolle                                                 | 1938, 1949             |
|        | ???, Amersfoort                                             | 1925, 1926             |
| 1      | Scouting Franciscusgroep, Leiden                            | 2017                   |
|        | Scouting Karel de Stoute, Nijmegen                          | 2015                   |
|        | Stadhouder Willem III/Lady Baden-Powell, Apeldoorn          | 2011                   |
|        | Isala groep Sc. Doesburg, Doesburg                          | 2008                   |
|        | De Geuzen, Alkmaar                                          | 2006                   |
|        | Scoutinggroep De Woudlopers, Zeist                          | 2003                   |
|        | Kameleongroep Scouting Vasse e.o., Vasse                    | 2000                   |
|        | ???, Oegstgeest                                             | 1992                   |
|        | ???, Vlaardingen                                            | 1988                   |
|        | Livingstonegroep, Eindhoven                                 | 1986                   |
|        | Scoutinggroep Harriet Beecher Stowe, Koog aan de Zaan       | 1976                   |
|        | De Hessengroep (Scouting Lunteren), Lunteren                | 1975                   |
|        | Scouting Olivier van Noort, Rotterdam                       | 1968                   |
|        | ???, Zaandijk                                               | 1966                   |
|        | ???, Breda                                                  | 1965                   |
|        | ???, Utrecht                                                | 1964                   |
|        | Saenkanters, Zaandam                                        | 1963                   |
|        | Scouting van Maasdijk, Oranjewoud                           | 1962                   |
|        | ???, Gorinchem                                              | 1961                   |
|        | (Camerons-)Duinzwervers, Haarlem                            | 1960                   |
|        | ???, Bildhoven                                              | 1959                   |
|        | ???, Amstelveen                                             | 1957                   |
|        | ???, Goes                                                   | 1955                   |
|        | Scouting Impeesa, Amersfoort                                | 1954                   |
|        | Duinoordgroep, Den Haag                                     | 1950                   |
|        | ???, Twente                                                 | 1946                   |
|        | ???, Den Helder                                             | 1936                   |
|        | Scoutinggroep de Eburonen, Maastricht                       | 1935                   |
|        | ???, Arnhem                                                 | 1933                   |
|        | De Tank, Bloemendaal                                        | 1928                   |